# Fitz Henry Lane
Fitz Henry Lane (nacido Nathaniel Rogers Lane, también conocido como Fitz Hugh Lane) (19 de diciembre de 1804-14 de agosto de 1865) fue un pintor estadounidense y grabador de un estilo que más tarde sería llamado Luminismo, por su uso omnipresente de la luz.

## Biografía

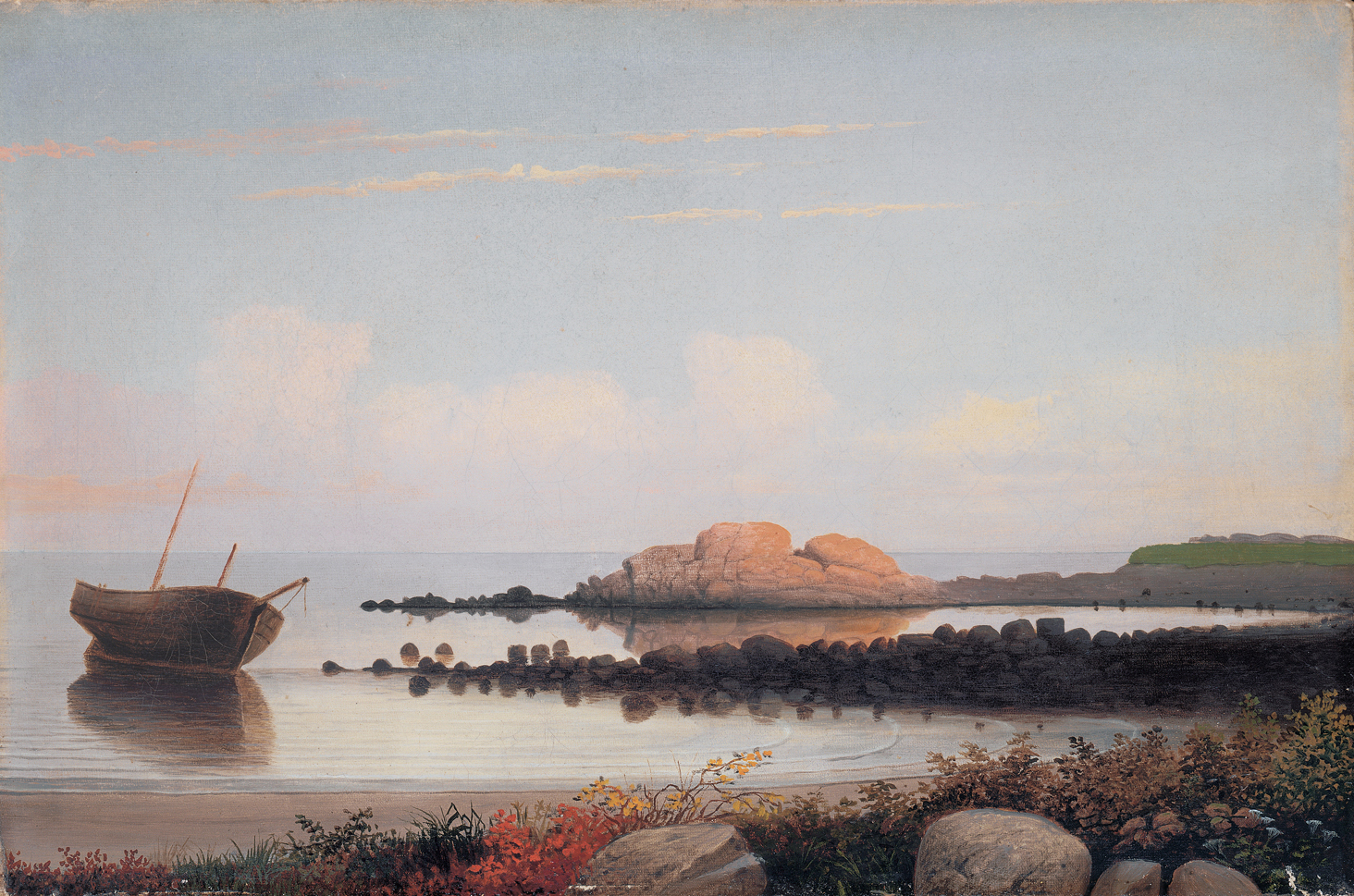
Brace's Rock, Eastern Point, Gloucester, c. 1864

Fitz Henry Lane nació el 19 de diciembre de 1804, en Gloucester, Massachusetts. Lane fue bautizado como Nathaniel Rogers Lane el 17 de marzo de 1805, y se mantendría como tal hasta los 27 años. No fue hasta el 13 de marzo de 1832 que el estado de Massachusetts concedió oficialmente la solicitud formal de Lane (hecha en una carta del 26 de diciembre de 1831) para cambiar su nombre de Nathaniel Rogers a Fitz Henry Lane.

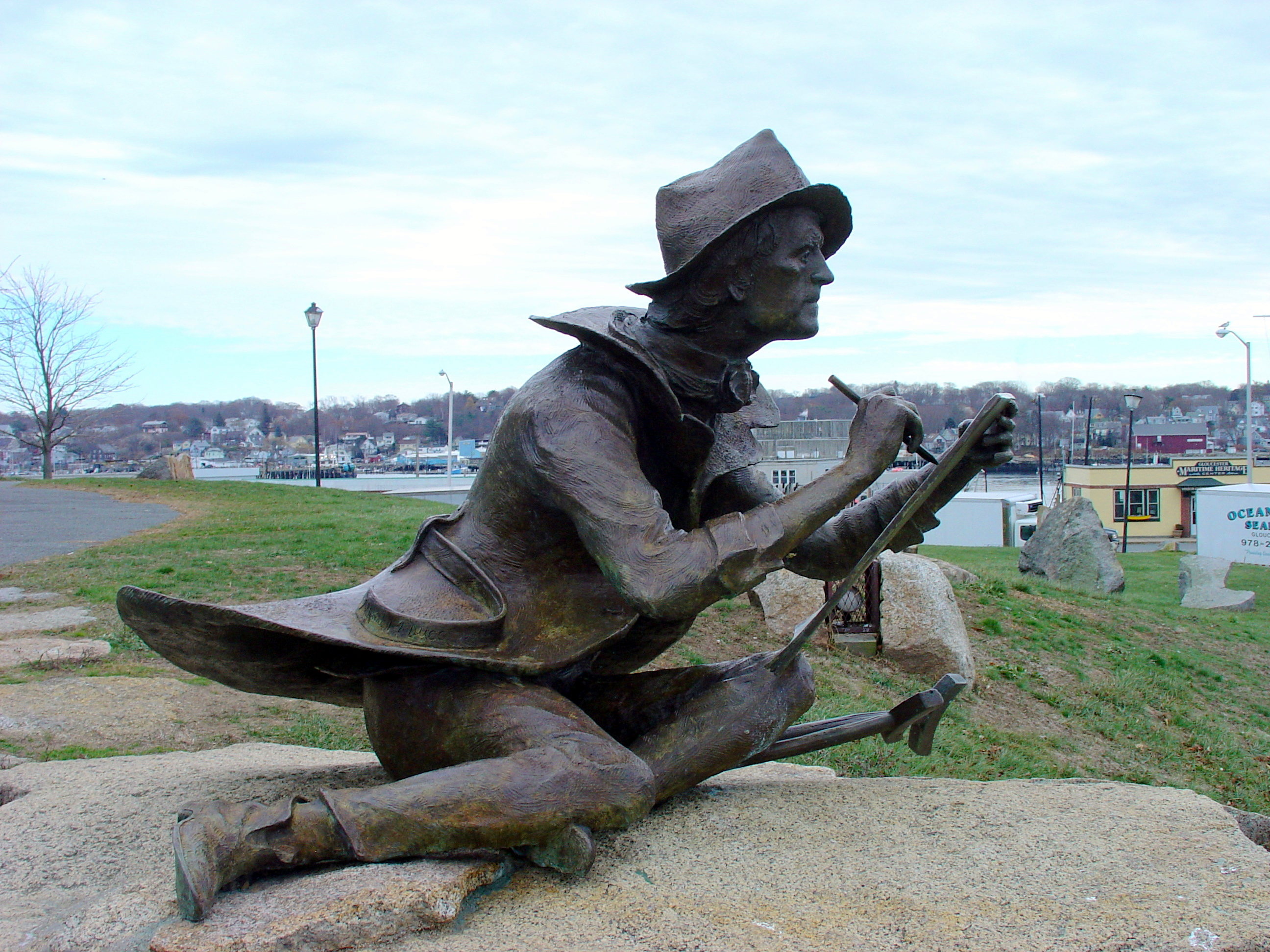
Fitz Henry Lane. Escultura por Alfred Duca

Como en prácticamente todos los aspectos de la vida de Lane, el tema de su nombre está rodeado de mucha confusión: no fue sino hasta 2005 que los historiadores descubrieron que se habían referido erróneamente al artista como Fitz Hugh, en oposición a su elegido Fitz Henry. Las razones detrás de la decisión de Lane de cambiar su nombre, y de elegir el nombre que eligió, siguen siendo muy poco claras; aunque, una sugerencia es que lo hizo "para diferenciarse del conocido pintor de miniaturas Nathaniel Rodgers.

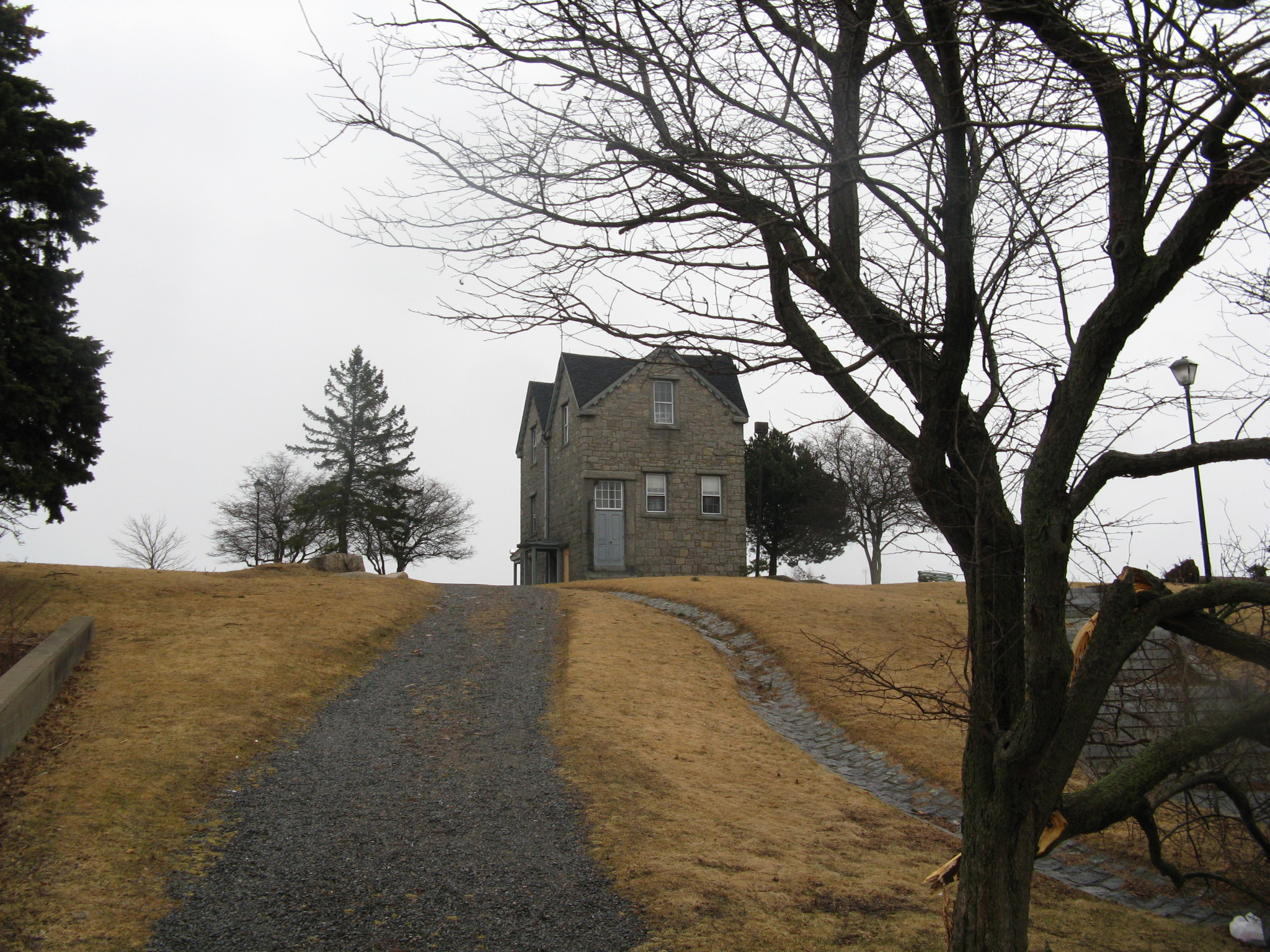
Fitz Hugh Lane House, Gloucester MA

Desde el momento de su nacimiento, Lane estaría expuesto al mar y la vida marítima, un factor que obviamente tuvo un gran impacto en su elección posterior del tema. Muchas circunstancias de su joven vida aseguraron la constante interacción de Lane con varios aspectos de esta vida marítima, incluido el hecho de que la familia de Lane vivía "en la periferia del muelle de trabajo del puerto de Gloucester" y que su padre, Jonathan Dennison Lane, era fabricante de velas, y muy posiblemente poseía y dirigía un almacén para velas. A menudo se especula que lo más probable es que Lane habría seguido alguna carrera marinera, o se haya convertido en un fabricante de velas como su padre, en lugar de un artista, si no hubiera sido por una desventaja de por vida que Lane desarrolló cuando era niño. Aunque la causa no puede conocerse con certeza, se cree que la ingestión de una hierba venenosa conocida como datura stramonium, por Lane a la edad de dieciocho meses causó la parálisis de las piernas de la cual Lane nunca se pudo recuperar. Además, el historiador de arte James A. Craig sugirió que, como no podía jugar como los demás niños, se veía obligado a buscar otros medios de diversión, y que en esa búsqueda descubría y era capaz de desarrollar. su talento para dibujar. Para ir un paso más allá, como resultado de tener un puerto como entorno inmediato, fue capaz de desarrollar una habilidad especial en la descripción de los sucesos inherentes a dicho entorno.
Lane todavía podía haberse convertido en fabricante de velas, ya que esa ocupación implicaba mucho tiempo de estar sentado y cosiendo, y que Lane ya tenía algo de experiencia cosiendo en su corta vida de aprendiz en la fabricación de calzado. Sin embargo, como se evidencia en esta cita del sobrino de Lane, Edward Lane, "Early Recollections", su interés por el arte influyó mucho en su decisión sobre una carrera: "Antes de convertirse en artista, trabajó durante un tiempo haciendo zapatos, pero después de un tiempo , viendo que podía dibujar mejor que fabricar los zapatos, se fue a Boston y tomó clases de dibujo y pintura y se convirtió en un artista de marinas".
Lane adquirió tales "lecciones" por medio de su empleo en la tienda Pendleton's Lithography en Boston, que duró de 1832 a 1847. Con el refinamiento y desarrollo de sus habilidades artísticas adquiridas durante sus años trabajando como litógrafo, Lane pudo producir con éxito marinas, pinturas de alta calidad, como se evidencia en su lista, oficialmente, como un "pintor de marinas" en el Almanaque de Boston de 1840. Lane continuó refinando su estilo de pintura, y en consecuencia, la demanda de sus pinturas marinas aumentó también.
Lane había visitado Gloucester a menudo mientras vivía en Boston, y en 1848, regresó permanentemente. En 1849, Lane comenzó a supervisar la construcción de una casa / estudio de su propio diseño en Duncan's Point: esta casa seguiría siendo su residencia principal hasta el final de su vida. Fitz Henry Lane continuó produciendo hermosas pinturas marinas y paisajes marinos en sus últimos años. Murió en su casa en Duncan's Point el 14 de agosto de 1865, y está enterrado en el cementerio de Oak Grove.

## Formación e influencias

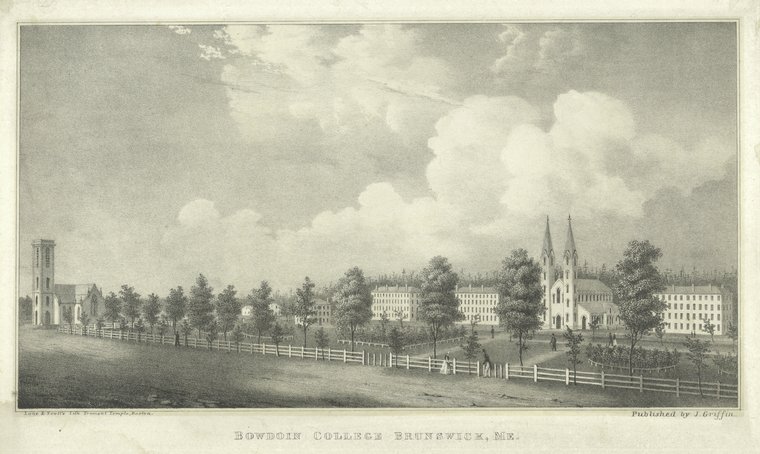
Bowdoin College, Brunswick, Me., litografía de Fitz Henry Lane, ca. 1845

Independientemente de lo ambiguos que puedan quedar muchos aspectos de la vida y carrera de Lane, algunas cosas son ciertas. En primer lugar, Lane fue, incluso en la infancia, claramente dotado para el campo del arte. Como señaló J. Babson, un historiador local de Gloucester y contemporáneo en la época de Lane: "mostró en la infancia talento para el dibujo y la pintura, pero no recibió instrucciones sobre las reglas hasta que se fue a Boston". Además, confirmando los primeros talentos de Lane, esta observación también indica que Lane fue en gran parte autodidacta en el campo del arte, más específicamente en dibujo y pintura, antes de comenzar su empleo en la firma de litografía de Pendleton a los 28 años. El primer trabajo conocido de Lane, una acuarela titulada The Burning of the Packet Ship "Boston", ejecutada por Lane en 1830, es considerada por muchos historiadores del arte como evidencia de la comprensión primitiva de Lane de los puntos más finos de la composición artística anterior a su empleo en Pendleton.

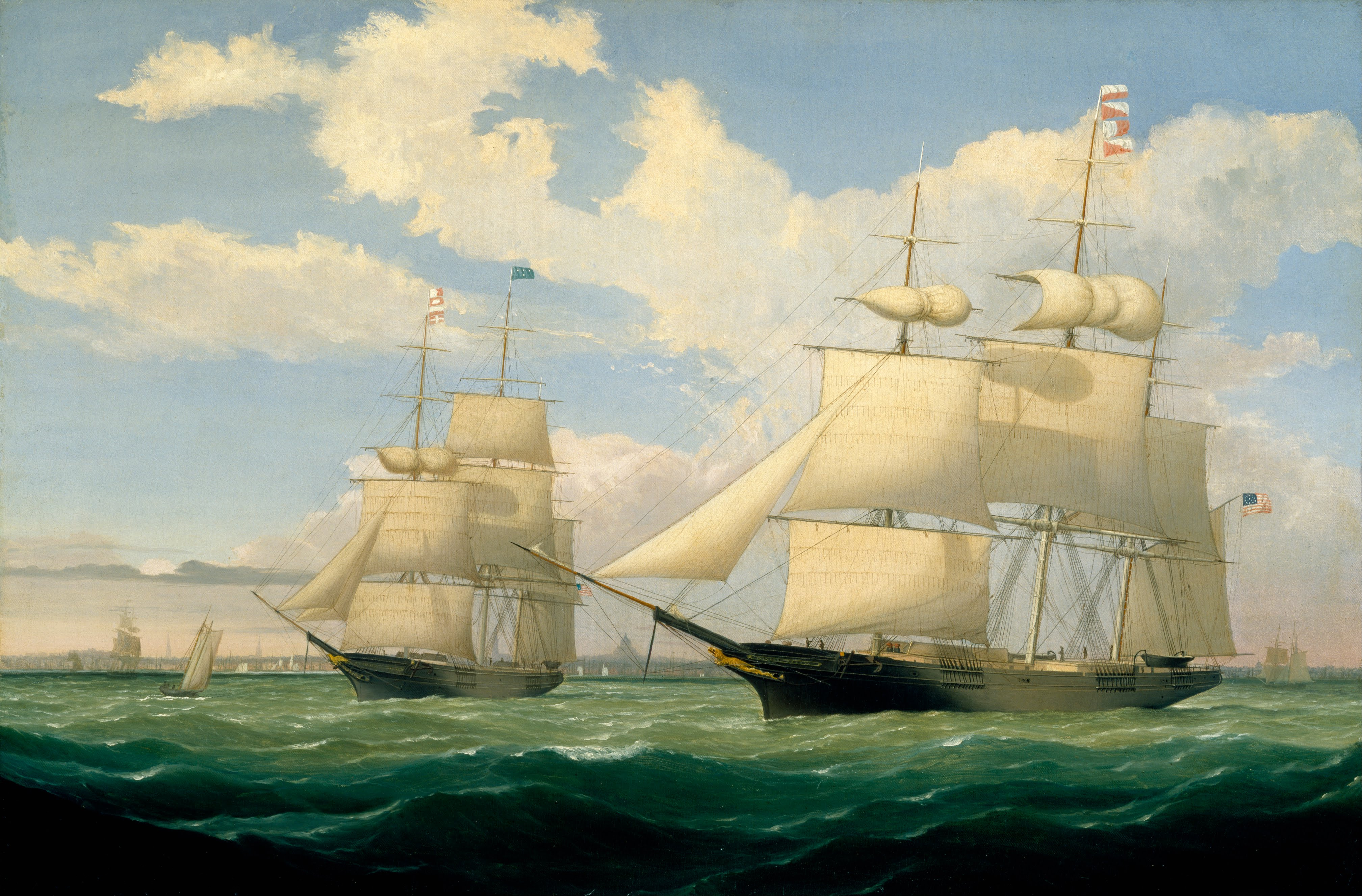
Los Barcos "Alas de Flecha" y "Cruz del Sur" en el Puerto de Boston, 1853

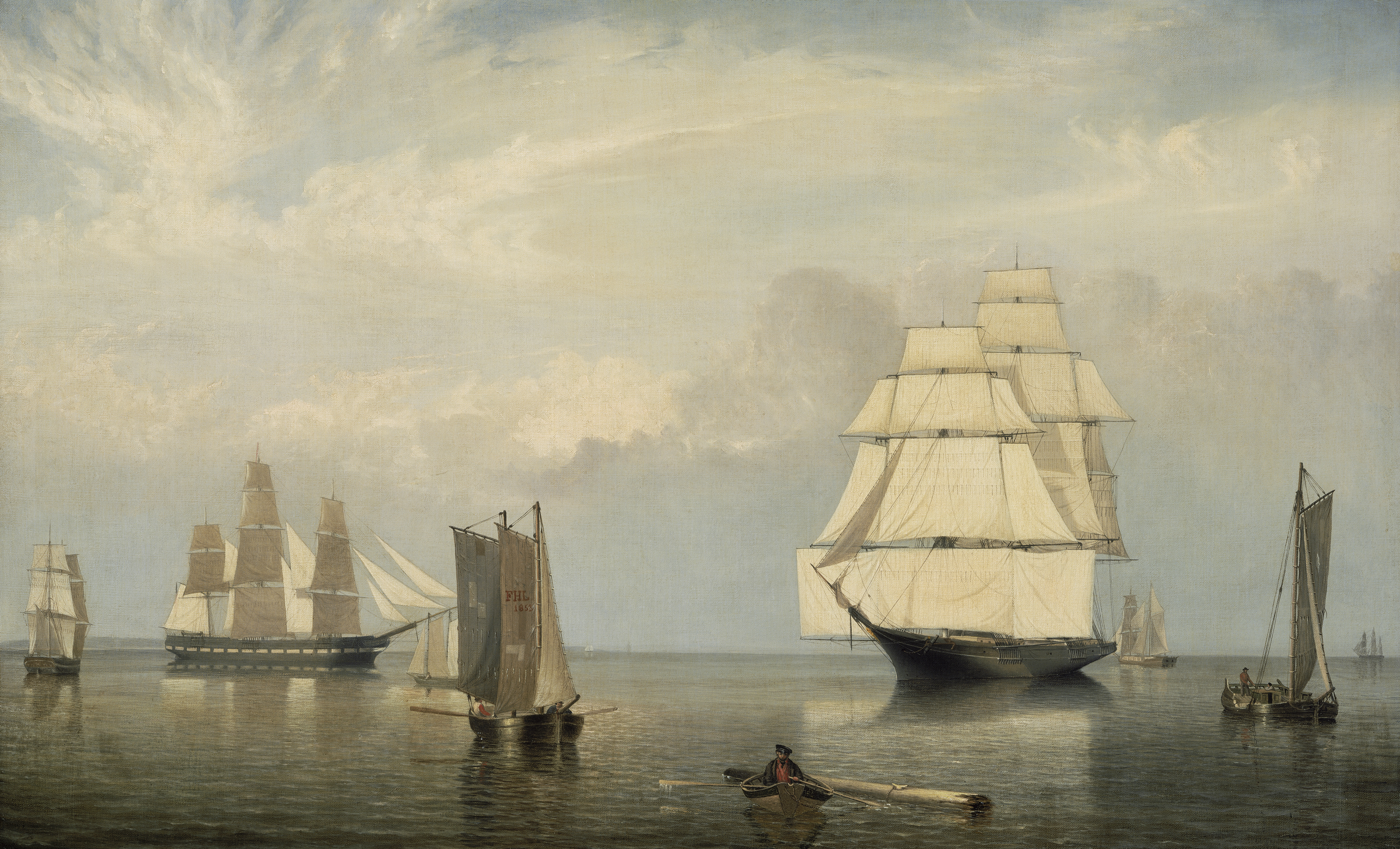
Puerto de Salem, óleo sobre lienzo, 1853. Museo de Bellas Artes de Boston

Lane puede haber complementado sus prácticas primarias, puramente experienciales en el dibujo y la pintura con el estudio de libros de instrucción sobre dibujo, o más probablemente, mediante el estudio de libros sobre el tema del diseño de barcos. Algunos estudios de la literatura sobre el tema del diseño de embarcaciones parecen altamente plausibles, dado que Lane habría tenido fácil acceso a muchos de esos textos y, lo que es más importante, la necesidad más cierta de tal estudio para que Lane pueda producir obras de un detalle tan preciso como la representación realista de un barco.
En el momento en que Lane comenzó su empleo en Pendleton, era una práctica común para los aspirantes a artistas estadounidenses, especialmente aquellos que, como Lane, no podían pagarse una educación más formal en las artes viajando a Europa o asistiendo a uno de los prestigiosos artistas estadounidenses o academias, como la Academia Nacional de Diseño de Nueva York o la Academia de Bellas Artes de Pensilvania en Filadelfia, buscar trabajo como litógrafo, siendo este el siguiente paso lógico en su búsqueda de una carrera en las artes. En cuanto a por qué tal empleo fue beneficioso para el artista en ciernes, el historiador de arte James A. Craig, en su libro Fitz H. Lane: Un viaje del artista a la América del siglo XIX, el relato más completo de la vida y carrera de Lane, ofrece esta esclarecedora descripción de la evolución de la carrera del litógrafo típico:
   "... la educación de un aprendiz presumiblemente comenzaba con la granulación de piedras, la fabricación de lápices de colores litográficos y la copia de los diseños y las imágenes de otros en piedra caliza. A medida que su talento se desarrollaba, el aprendiz se encontraría gradualmente asumiendo tareas más desafiantes, desde dibujar y componer imágenes (el papel del diseñador) hasta finalmente permitirle dibujar sus propias composiciones originales sobre piedra caliza (la más prestigiosa de las filas dentro de la litografía, el artista litográfico). Dado que las técnicas de composición empleadas en litografía difieren poco de aquellas enseñadas en el dibujo académico europeo, y el trabajo tonal tan necesario para que el proceso tenga éxito era similar al encontrado en la pintura (de hecho, cuando su estudio comenzó en 1825, John Pendleton buscó específicamente pintores para el empleo en su establecimiento debido a sus hábitos de pensar en términos tonales), un aprendizaje dentro de un taller litográfico como el de Pendleton en Boston fue aproximadamente equivalente a lo que ofrecen las academias de bellas artes para estudiantes principiantes ".
Trabajando en la tienda de litografía, a Lane se le enseñaron las técnicas estilísticas para producir composiciones artísticas de los veteranos practicantes entre sus compañeros de trabajo. Como se señaló anteriormente, debido a que Pendleton específicamente buscó pintores para trabajar en su tienda, Lane probablemente habría recibido el beneficio de trabajar bajo y con algunos de los pintores náuticos y paisajistas más experimentados de su época. El pintor marítimo inglés Robert Salmon, quien, según los historiadores, comenzó a trabajar en Pendleton's en un período que coincide con el empleo de Lane, se considera que tuvo un gran impacto, estilísticamente, en las primeras obras de Lane.
Comenzando a principios de la década de 1840, Lane se declararía públicamente pintor marino mientras continuaba simultáneamente su carrera como litógrafo. Rápidamente obtuvo un patrocinio entusiasta de varios de los principales mercaderes y armadores en Boston, Nueva York, y su Gloucester natal. La carrera de Lane finalmente lo encontraría pintando retratos de puertos y barcos, junto con ocasionales escenas puramente pastorales, arriba y abajo de la costa este de los Estados Unidos, desde el norte hasta la región de Penobscot Bay / Mount Desert Island en Maine, hasta el sur como San Juan, Puerto Rico.

## Estilo

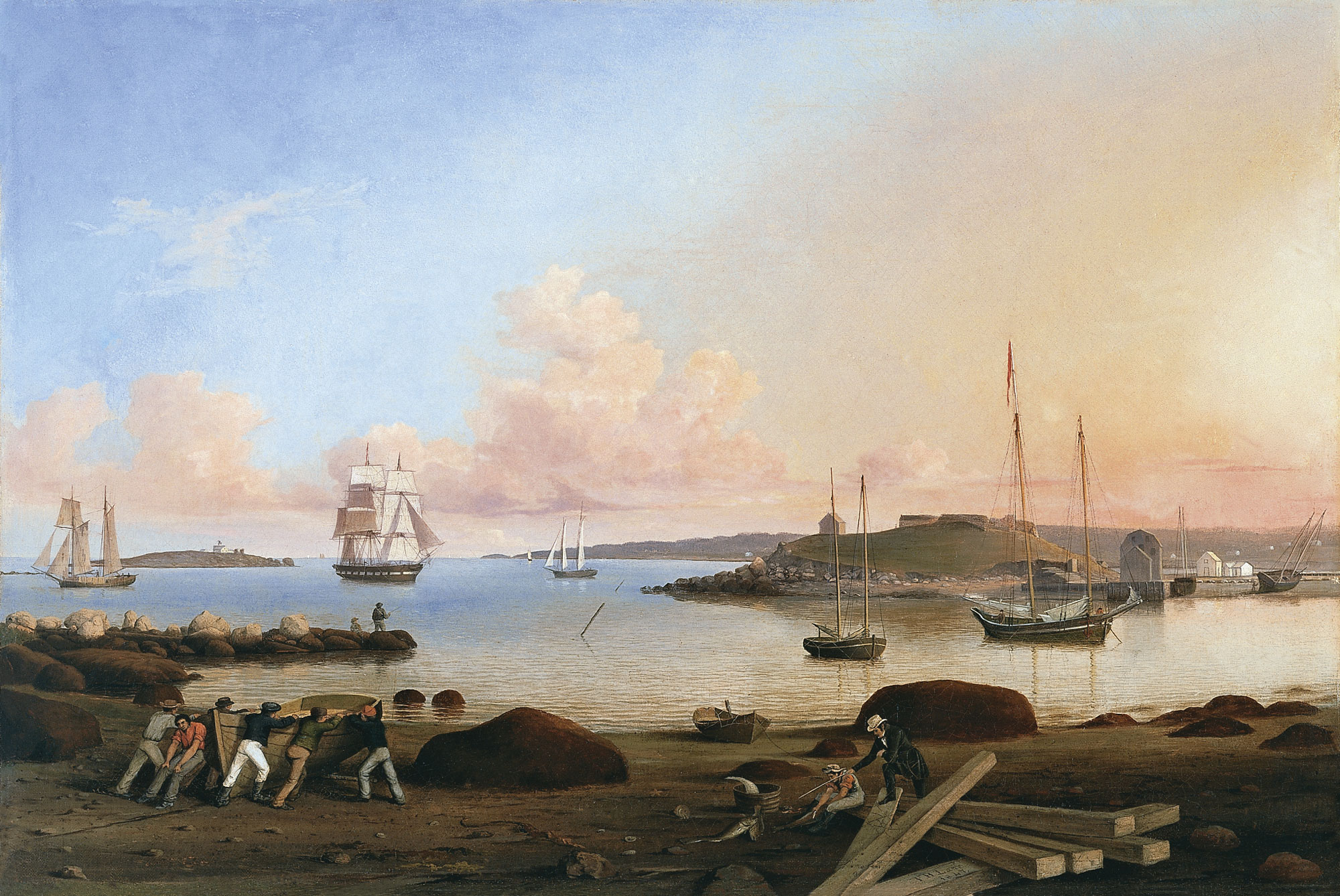
The Fort and Ten Pound Island, Gloucester, Massachusetts, 1847. Museo Thyssen-Bornemisza.

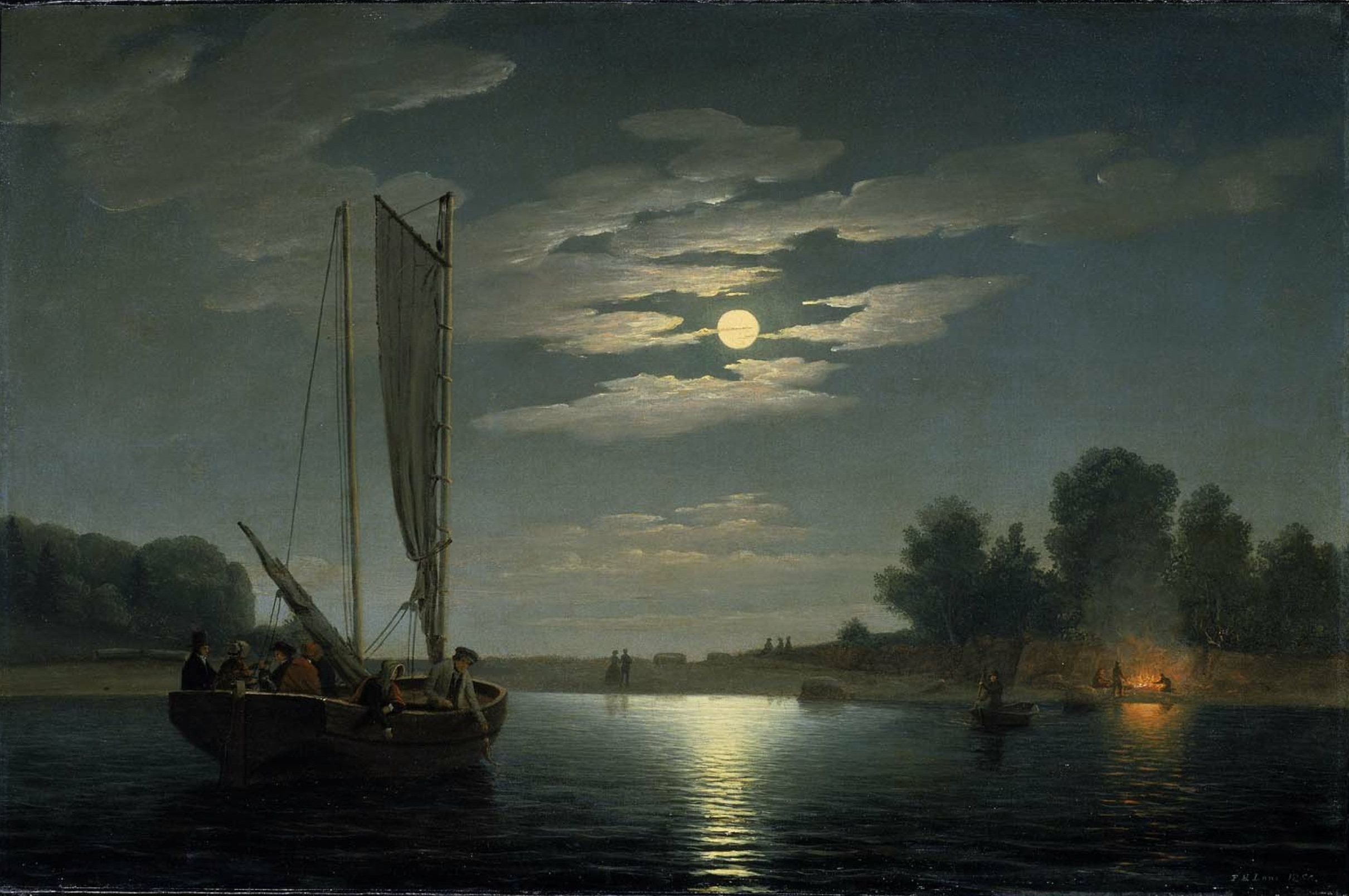
Fishing Party, (1855)

Desde una de sus primeras litografías copiadas, Vista de la ciudad de Gloucester, Massachusetts (1836), hasta sus últimas obras, Lane incorporaría muchos de los siguientes arreglos y técnicas consistentemente en la composición de sus obras de arte, tanto sus litografías como sus pinturas:
- Materia náutica
- Representación de varias embarcaciones navales con detalles altamente precisos
- Una gran cantidad de detalles en general
- La extensión distintiva del cielo
- Severa atención a la representación de la interacción de la luz y la oscuridad
- Vegetación hiper-acentuada en el primer plano inmediato
- Una perspectiva elevada de "punto de vista interno" [5]

Quizás el elemento más característico de las pinturas de Lane es la increíble atención prestada al detalle, probablemente debido en parte a su formación litográfica, ya que el estilo específico de la litografía que era popular en el momento de su formación se caracterizaba por el objetivo de la verosimilitud.
En términos de las influencias y relaciones de Lane con la tradición artística del luminismo, Barbara Novak, en su libro "Pintura americana en el siglo XIX", relaciona las últimas obras de Lane con el trascendentalismo de Ralph Waldo Emerson (que habla directamente sobre el surgimiento del luminismo). afirmando que "[Lane] fue el globo ocular más transparente", y que esto fue evidenciado por el balance de Lane de lo que Novak describe como las "contribuciones de las tradiciones primitivas y gráficas a su arte", lo primitivo siendo lo que aprendió por sí mismo primero observando e interactuando con el entorno que él buscaba representar, y las habilidades gráficas que Lane adquirió trabajando como litógrafo. Este equilibrio parece apoyar la conexión de las obras de Lane con el luminismo, ya que una definición del arte luminista es que "se caracteriza por una mayor percepción de la realidad cuidadosamente organizada y controlada por principios de diseño. Como uno de los estilos de la pintura de paisajes en emerger en el siglo XIX, el luminismo abarcaba la preocupación contemporánea por la naturaleza como manifestación del gran plan de Dios. Fue el luminismo más que cualquier otra escuela lo que logró imbuir un estudio objetivo de la naturaleza con una profundidad de sentimiento, amor genuino y comprensión de los elementos de la naturaleza, discernibles en la disposición íntima de las hojas sobre una rama, y su disposición para revelar la poesía inherente a una escena dada ".

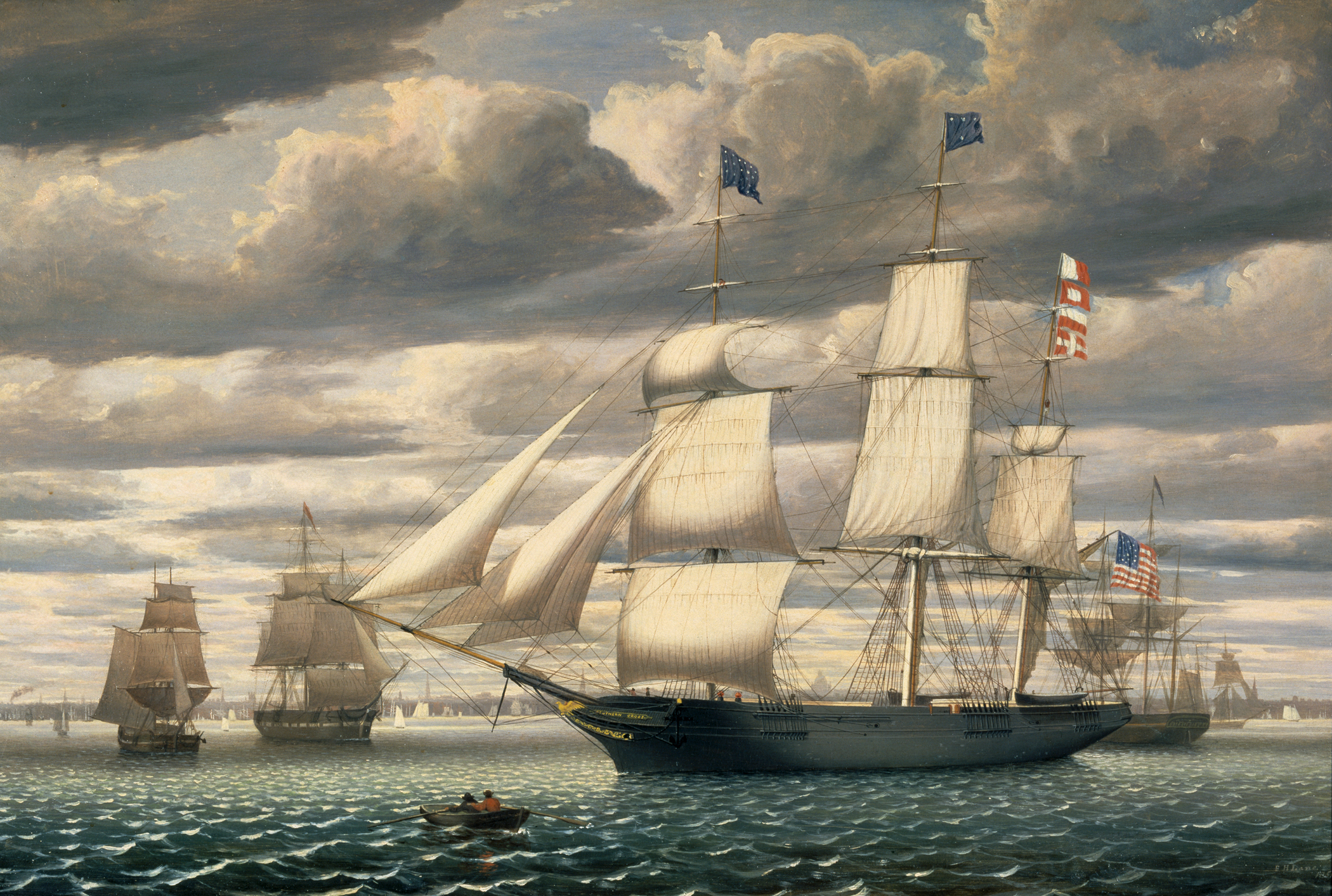
Clipper Ship 'Cruz Del Sur' Dejando el Puerto ee Boston, Boston, 1851

## Legado
Otros hallazgos arrojaron nueva luz no solo sobre el proceso artístico de Lane, sino que también revelaron que fue un firme reformador social, particularmente dentro del movimiento de templanza estadounidense. Además, la sospecha largamente arraigada de que Lane era un trascendentalista ha sido confirmada, y se ha descubierto que también era un espiritista. 
Parece que las afirmaciones de que Lane era "una figura un tanto entristecida e introspectiva ... a menudo propensa al malhumor con amigos", y que su existencia fue de "soledad tranquila", han demostrado ser falaces con la cita completa del testimonio de John Trask, un mecenas, amigo y vecino del artista, que afirma que Lane "siempre estaba trabajando duro y no tenía estados de ánimo en su trabajo. Siempre agradable y cordial con los visitantes. No estaba casado y no tenía romances. Siempre estaba lleno de diversión. Le gustaban las veladas y le gustaba dejar los cuadros ".
Long creyó que solo había enseñado a un solo artista durante su carrera: una dama local de capacidades artísticas limitadas llamada Mary Mellen. Ahora se ha establecido que Lane fue instructor y mentor de varios otros artistas, sobre todo Benjamin Champney y el otro gran pintor marino estadounidense del siglo XIX, William Bradford.

Contemporáneo de la Escuela del río Hudson, disfrutó de una reputación como el principal pintor de temas marinos de los Estados Unidos durante su vida, pero cayó en la oscuridad poco después de su muerte con el surgimiento del Impresionismo francés. El trabajo de Lane sería redescubierto en la década de 1930 por el gran coleccionista de arte Maxim Karolik, después de lo cual su arte creció en popularidad entre los coleccionistas privados y las instituciones públicas. Su trabajo ahora puede llegar a precios de subasta de entre tres y cinco millones de dólares.

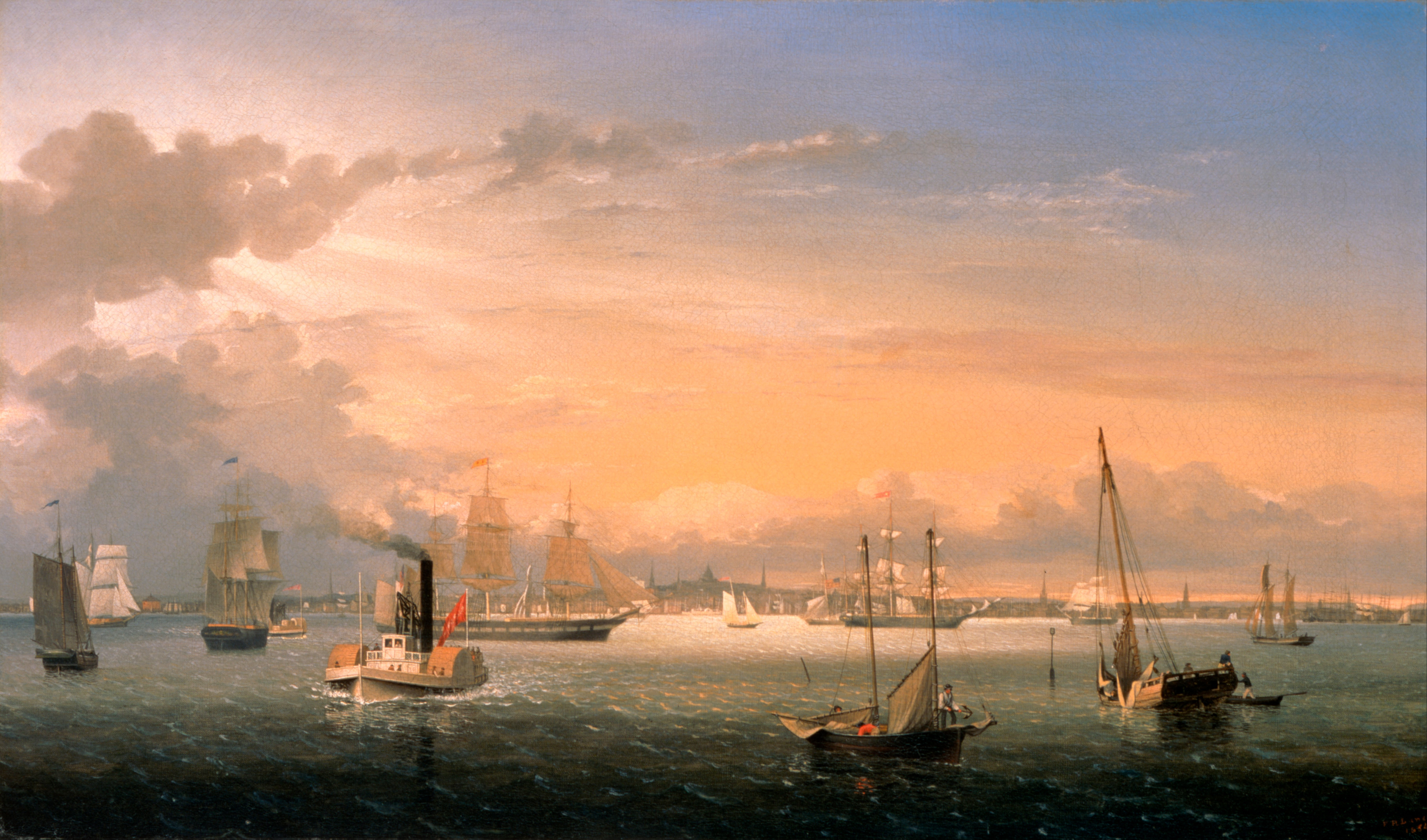
El Puerto de Boston, 1854

## Obras de arte

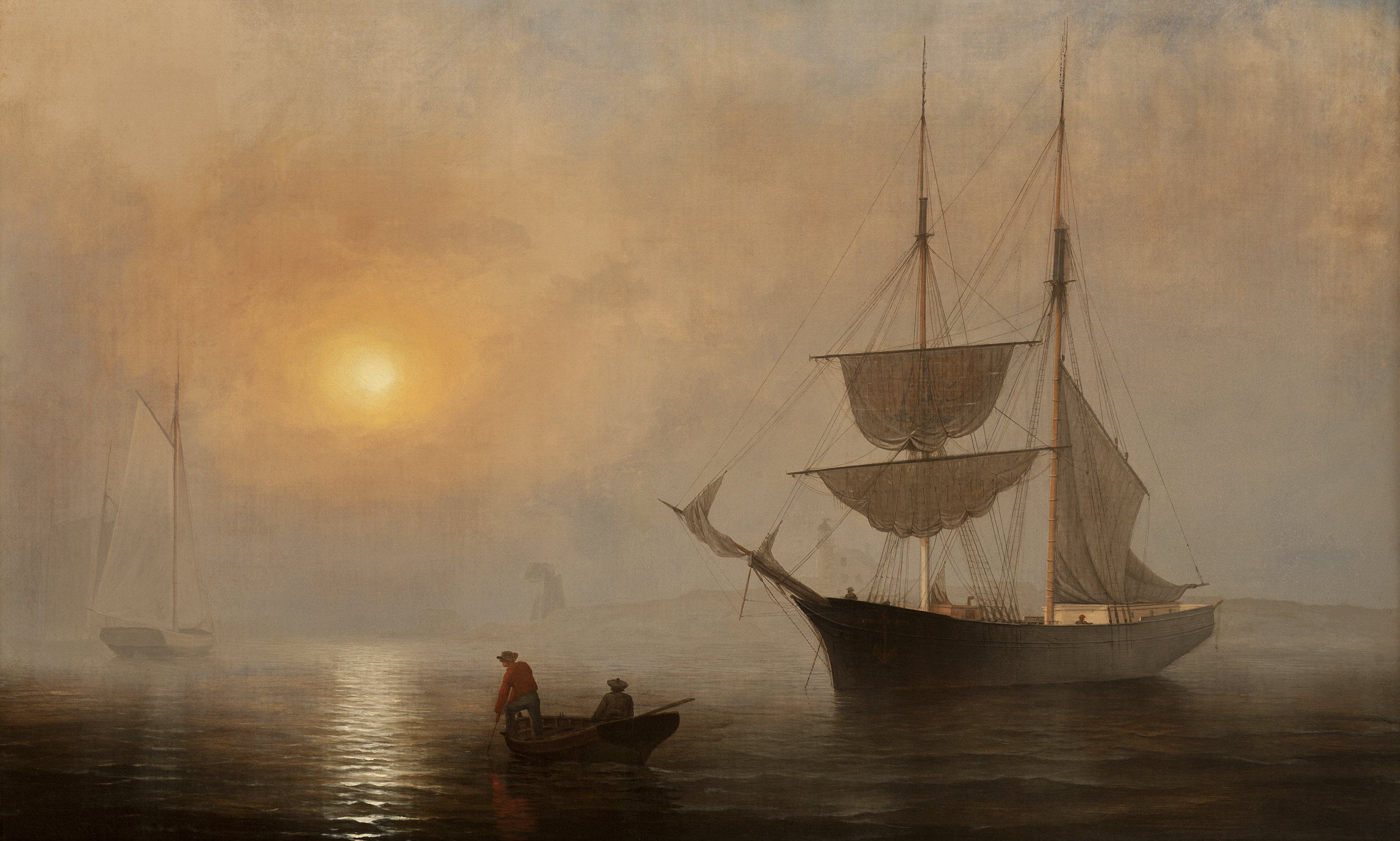
Barco en la Niebla, Gloucester Harbor, ca. 1860, Princeton University Art Museum

- The Burning of the Packet Ship "Boston," 1830, watercolor, view Archivado el 17 de julio de 2011 en Wayback Machine.
- View of the Town of Gloucester, Mass, 1836, lithograph, view
- Stage Rocks and Western Shore of Gloucester Outer Harbor, 1857, oil on canvas, John Wilmerding Collection, view
- Gloucester Harbor at Sunrise, 1863, Cape Ann Museum Collection, view
- Gloucester Harbor from Rocky Neck, 1844, Cape Ann Museum Collection, view
- Ship in Fog, Gloucester Harbor, ca. 1860, Princeton University Art Museum
- The Western Shore with Norman's Woe, 1862, Cape Ann Museum Collection, view
- Stage Fort Across Gloucester Harbor, 1862, The Metropolitan Museum of Art, view
- Clipper Ship "Sweepstakes", 1853, Museum of the City of New York Collection, view
- Ships Passing in Rough Seas, 1856, Private Collection, view
- The Fishing Party, 1850, view
- Lumber Schooners at Evening in Penobscot Bay, 1860, National Gallery of Art, Washington D. C. view
- View of Coffin's Beach, 1862, Museum of Fine Arts, Boston, view
- El fuerte y la isla Ten Pound, Gloucester, Massachusetts, 1847, Museo Thyssen-Bornemisza, view
- Steamer Brittania in a Gale, 1842, oil on canvas, Boston, view
- St. Johns, Porto Rico, ca 1850, The Mariners' Museum, view
- Gloucester Inner Harbor, 1850, The Mariners' Museum view
- Boston Harbor- Boston Museum of Fine Arts
- Boston Harbor, 1856, oil on canvas, Amon Carter Museum of American Art, Fort Worth, Texas, https://web.archive.org/web/20180216025344/http://www.cartermuseum.org/artworks/254

## Exposiciones
- "American Masters from Bingham to Eakins: The John Wilmerding Collection", The National Gallery of Art, 9 de mayo-10 de octubre de 2004
- "Works of Fitz Henry Lane", Cape Ann Museum, Permanent Collection (this is also the largest collection of Lane paintings in the world)
- "Coming of Age: American, 1850s to 1950s". Addison Gallery of American Art, Phillips Academy, Andover, Massachusetts (9 de septiembre de 2006 – 7 de enero de 2007); Dulwich Picture Gallery, London (14 de marzo– 8 de junio de 2008); Meadows Museum of Art, Dallas (30 de noviembre – 24 de febrero de 2008); Peggy Guggenheim Collection, Venice (27 de junio – 12 de octubre de 2008)